# Mariamman
Pour les articles homonymes, voir Amman (homonymie).
Mariamman est une divinité tamoule.

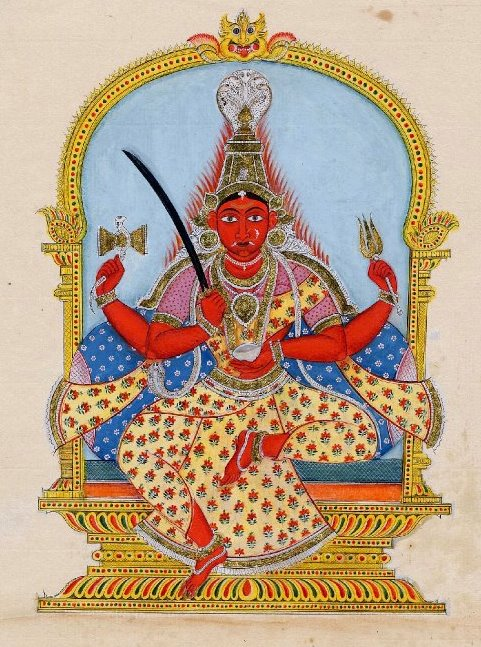
Mariamman assise en Lalitasana. Gouache sur papier peint autour de 1820, de style Company Paintings (Inde du Sud, École de Tanjore ou de Trichinopoly).

La déesse Māri (tamoul : மாரி) est connue sous le nom de Mariamman, « Mère Mari » (tamoul : மாரியம்மன், marathi : मरी आई, kannada : ಮಾರಿಯಮ್ಮ), Maariamma (tamoul : மாரியம்மா), ou simplement Amman (tamoul : அம்மன்), qui signifie « Mère ». Elle est la principale déesse-mère de l'Inde du Sud, en particulier dans les régions rurales du Tamil Nadu, du Karnataka, de l'Andhra Pradesh et du Maharashtra.
Déesse de fertilité et de la pluie, Mariamman est surtout célèbre pour être la déesse des maladies, dont à l'origine celle de la variole, avant que la maladie ne soit éradiquée en Inde : elle est désormais reconnue pour guérir en particulier toutes les maladies « fiévreuses », celles avec des éruptions cutanées. Les maladies sont détruites ou déclenchées par la déesse. On la prie pour avoir des enfants en bonne santé, une bonne épouse et elle est vénérée par un très large pan de la société du Tamil Nadu.

Elle est comparable sur bien des points à la déesse de l'Inde du Nord, Shitala Devi. La déesse Māri est aussi étroitement associée avec les déesses hindoues Parvati et Durga. 

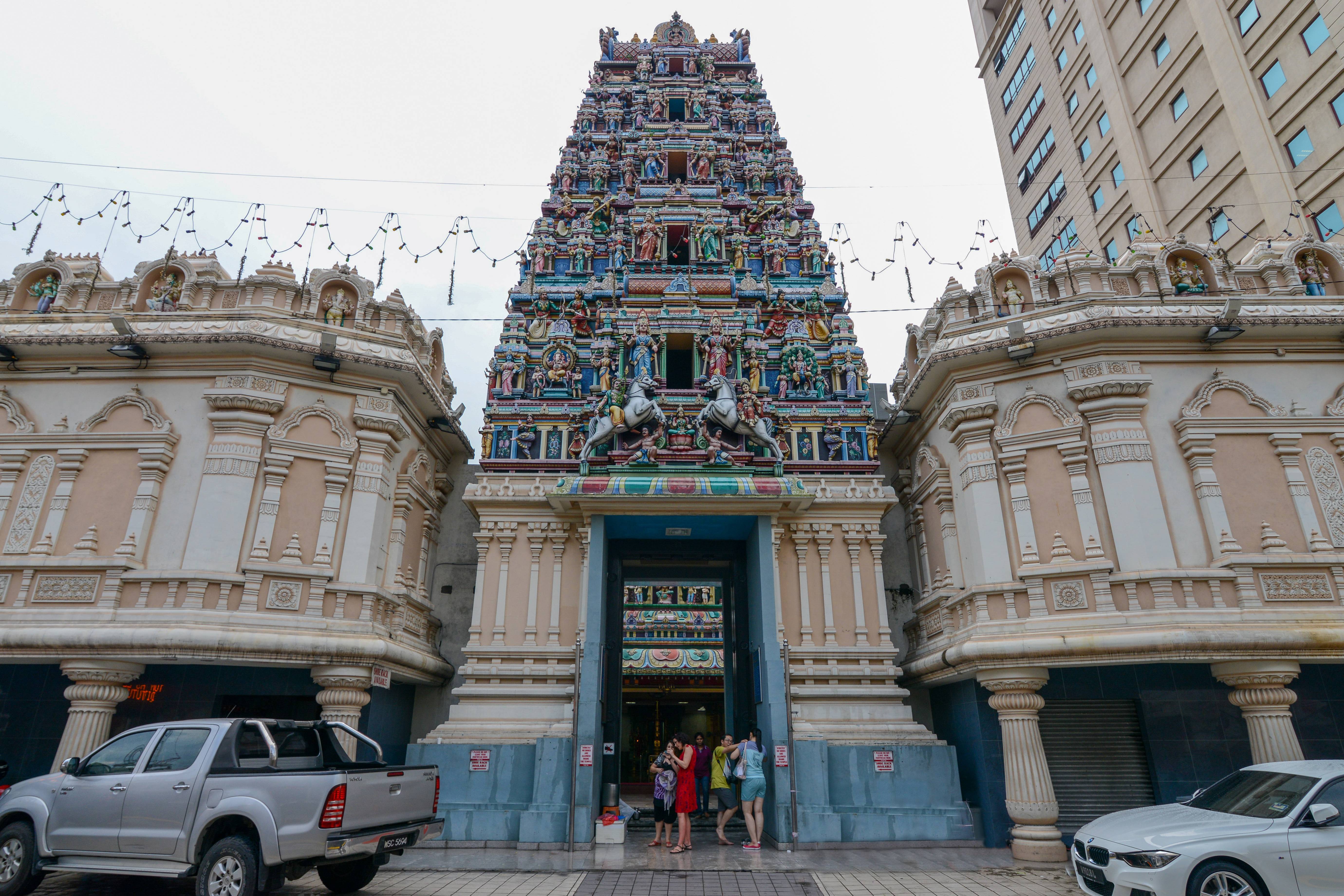
Le temple Sri Mahamariamman, à Kuala Lumpur (Malaisie), est dédié à Mariamman.

Elle est également très vénérée parmi les populations d'ascendance indienne de par le monde, particulièrement celles issues intégralement ou partiellement de l'engagisme ou des réseaux d'émigrations dits Kangani system, c'est-à-dire des populations d'origine bien souvent rurale et pour beaucoup sud-indienne. Ainsi son culte est très important dans les communautés hindoues des îles françaises de Martinique, Guadeloupe et de La Réunion, mais aussi dans la diaspora indienne des pays d'Indochine (Birmanie, Vietnam, Thaïlande, Malaisie, etc.), d'Insulinde (Singapour, Indonésie) et ailleurs de par le monde (aux Fidji, dans les Caraïbes, à Ceylan, etc.). Au-delà de son origine rurale — Mariamman étant considérée comme une gramadevata, c'est-à-dire une divinité champêtre, rurale —, elle est une déesse dont le culte embrasse toutes les couches de la société parmi les tamoulophones d'Inde. Ainsi de nombreux temples lui ont été consacrés en Asie du Sud-Est et au Sri Lanka (à Saïgon (temple de Mariamman de Saïgon), à Bangkok, à Medan, à Negombo, à Kuala Lumpur (temple Sri Mahamariamman de Kuala Lumpur), etc.), mécénés par des marchands et des notables émigrés d'Inde,.
De nombreux sanctuaires lui sont dédiés à travers toute la partie orientale de l'Inde du Sud, dont quelques-uns des plus célèbres sont le temple de Mariamman à Samayapuram, non loin de Tiruchirappalli, le temple de Kottai Sri Periya Mariamman à Salem, le temple de Vandiyur Mariamman à Madurai ou encore le temple de Shri Mariamman à Punnainalur, non loin de Tanjore.

## La légende

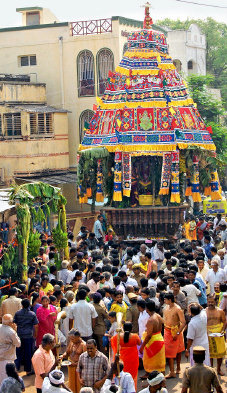
Célébration du festival de Mariamman Devi Puja

Une légende tamoule sur l'origine de Mariamman dit qu'elle était la femme de Tiruvalluvar, le grand poète tamoul de l'Antiquité, et qui était soit shivaïte, jaïn ou bouddhiste, mais ni brahmane, ni kshatriya (seigneur, guerrier), ni vaishya (commerçant, artisan, paysan), ni shudra (serviteur), mais paria. Elle contracta la variole et mendia de maison en maison pour se nourrir, se soignant elle-même avec des feuilles de l'arbre neem ou de margousier pour éviter aux mouches de venir sur ses plaies. Elle guérit et conquit la maladie (les maladies sont des démons dans l'hindouisme) et les gens l'adorèrent comme la déesse de la variole. La tradition veut que pour éloigner la variole de chez soi, on doit accrocher des feuilles de neem au-dessus des portes des maisons.
Une autre légende implique la belle et vertueuse Nagavali, épouse de Piruhu, un des neuf Rishis (Voyants, des Védas). Un jour, le Rishi était absent et la Trimurti (Brahmâ, Vishnou et Shiva) est venue voir si sa célèbre beauté et vertu étaient vraies. Nagavali ne savait qui ils étaient et désapprouva leur intrusion chez elle, alors qu'ils s'étaient transformés en petits enfants. Les trois dieux furent offensés et elle fut maudite : alors sa beauté disparut et son visage devint marqué par la variole. Le Rishi, retournant chez lui, la trouva ainsi défigurée et lui demanda de s'en aller, déclarant qu'elle naîtrait d'un démon dans l'autre monde qui provoquera la propagation d'une maladie qui rendrait les gens comme elle-même. Elle fut appelée Mari, signifiant en tamoul « changée ». Les deux histoires sont signalées par Whitehead et il remarque qu'à Mysore, on lui déclara que Mari signifiait shakti, « puissance ».